# Middle European League (femminile)
La Middle European League è una competizione pallavolistica femminile, organizzata annualmente, riservata alle squadre di club afferenti alla MEVZA.

## Albo d'oro
| Edizione         | Edizione          | Podio           | Podio             | Podio                |
| Anno             | Sede della finale | Campione        | Seconda           | Terza                |
| ---------------- | ----------------- | --------------- | ----------------- | -------------------- |
| 2005-06 Dettagli | Nova Gorica       | Senica          | Slávia Bratislava | Schwechat Post       |
| 2006-07 Dettagli | Vienna            | Senica          | Schwechat Post    | HIT Nova Gorica      |
| 2007-08 Dettagli | Myjava            | HIT Nova Gorica | Schwechat Post    | Branik               |
| 2008-09 Dettagli | Fiume             | Rijeka          | Schwechat Post    | HIT Nova Gorica      |
| 2009-10 Dettagli | Spalato           | Branik          | Split             | Rijeka               |
| 2010-11 Dettagli | Prostějov         | Prostějov       | Schwechat Post    | Doprastav Bratislava |
| 2011-12 Dettagli | Schwechat         | Branik          | Schwechat Post    | Slávia Bratislava    |
| 2012-13 Dettagli | Maribor           | Branik          | Schwechat Post    | Kamnik               |
| 2013-14 Dettagli | Maribor           | Kamnik          | Branik            | Doprastav Bratislava |
| 2014-15 Dettagli | Kamnik Maribor    | Branik          | Kamnik            | Klagenfurt           |
| 2015-16 Dettagli | Maribor           | Kamnik          | Békéscsabai       | Vasas                |
| 2016-17 Dettagli | Zagabria          | Békéscsabai     | Kamnik            | Branik               |
| 2017-18 Dettagli | Békéscsaba        | Békéscsabai     | Olomouc           | Branik               |
| 2018-19 Dettagli | Olomouc           | Olomouc         | Branik            | -                    |
| 2019-20 Dettagli | Nova Gorica       | Kamnik          | Branik            | Jedinstvo Brčko      |
| 2020-21          | Non disputata     | Non disputata   | Non disputata     | Non disputata        |
| 2021-22 Dettagli | Vienna            | Vasas           | Kamnik            | Branik               |
| 2022-23 Dettagli | Kamnik            | Békéscsabai     | Branik            | Kamnik               |
| 2023-24 Dettagli | Maribor           | Kamnik          | HAOK Mladost      | Branik               |

## Palmarès per club
| Squadra     | Titolo | Edizione                           |
| ----------- | ------ | ---------------------------------- |
| Branik      | 4      | 2009-10, 2011-12, 2012-13, 2014-15 |
| Kamnik      | 4      | 2013-14, 2015-16, 2019-20, 2023-24 |
| Békéscsabai | 3      | 2016-17, 2017-18, 2022-23          |
| Senica      | 2      | 2005-06, 2006-07                   |
| Gorica      | 1      | 2007-08                            |
| Rijeka      | 1      | 2008-09                            |
| Prostějov   | 1      | 2010-11                            |
| Olomouc     | 1      | 2018-19                            |
| Vasas       | 1      | 2021-22                            |

## Palmarès per nazioni
| Nazione    | Titolo |
| ---------- | ------ |
| Slovenia   | 9      |
| Ungheria   | 4      |
| Rep. Ceca  | 2      |
| Slovacchia | 2      |
| Croazia    | 1      |